# Vahl-Ebersing
Vahl-Ebersing är en kommun i departementet Moselle i regionen Grand Est (tidigare regionen Lorraine) i nordöstra Frankrike. Kommunen ligger i kantonen Grostenquin som tillhör arrondissementet Forbach. År 2022 hade Vahl-Ebersing 497 invånare.

## Befolkningsutveckling
Antalet invånare i kommunen Vahl-Ebersing
| Referens: INSEE |